# Ocium Records
Ocium Records is een Spaans platenlabel waarop oude jazz-opnames  uit de jaren veertig en vijftig opnieuw worden uitgebracht. Het label is gevestigd in Barcelona. Musici wier muziek op dit reissue-label werd uitgebracht zijn onder meer Benny Goodman, Count Basie, Bennie Green, Woody Herman, Georgie Auld, Wild Bill Davison, Roy Eldridge, Zoot Sims, Eddie Lockjaw Davis, Illinois Jacquet, Paul Quinichette, Lucky Thompson, Erroll Garner  en Ray Anthony.